# Cal Josep Solé Ribé
Cal Josep Solé Ribé és una obra de l'Arboç (Baix Penedès) protegida com a Bé Cultural d'Interès Local.

## Descripció
Edifici de tres plantes. Els baixos tenen una portalada d'arc de mig punt amb una porta de fusta amb decoracions de ferro. Al costat dret hi ha una finestra amb una bonica reixa. La planta noble té una gran balconada sostinguda per unes mènsules de ferro forjat, i decorada a la base amb ceràmica. La barana del balcó també és de ferro i la seva porta balconera presenta uns bonics porticons de fusta. La segona planta té una galeria amb cinc arcs de mig punt. Una cornisa sobresortida, feta de bigues de fusta i decorada amb ceràmica, remata tot l'habitatge.